# Vẹm vỏ xanh
Vẹm vỏ xanh (danh pháp hai phần: Perna viridis), hay vẹm xanh, là một loài trai hai mảnh vỏ có tầm quan trọng về kinh tế trong họ Mytilidae. Loài này được nuôi và thu hoạch làm thực phẩm nhưng nó cũng là loài tiết chất độc ở các bến cảng và gây hư hại cho các cấu trúc chìm như đường ống. Đây là loài bản địa châu Á-Thái Bình Dương và đã được du nhập vào các vùng nước Caribbean, Nhật Bản, Bắc Mỹ và Nam Mỹ. Vẹm vỏ xanh tiết ra chất tơ giúp nó bám vào đáy đá, sỏi, san hô, gỗ. Vẹm vỏ xanh ăn thực vật phù du và chất lơ lửng trong nước. Vẹm vỏ xanh được nuôi ở Trung Quốc, Thái Lan, Việt Nam.

## Hình ảnh

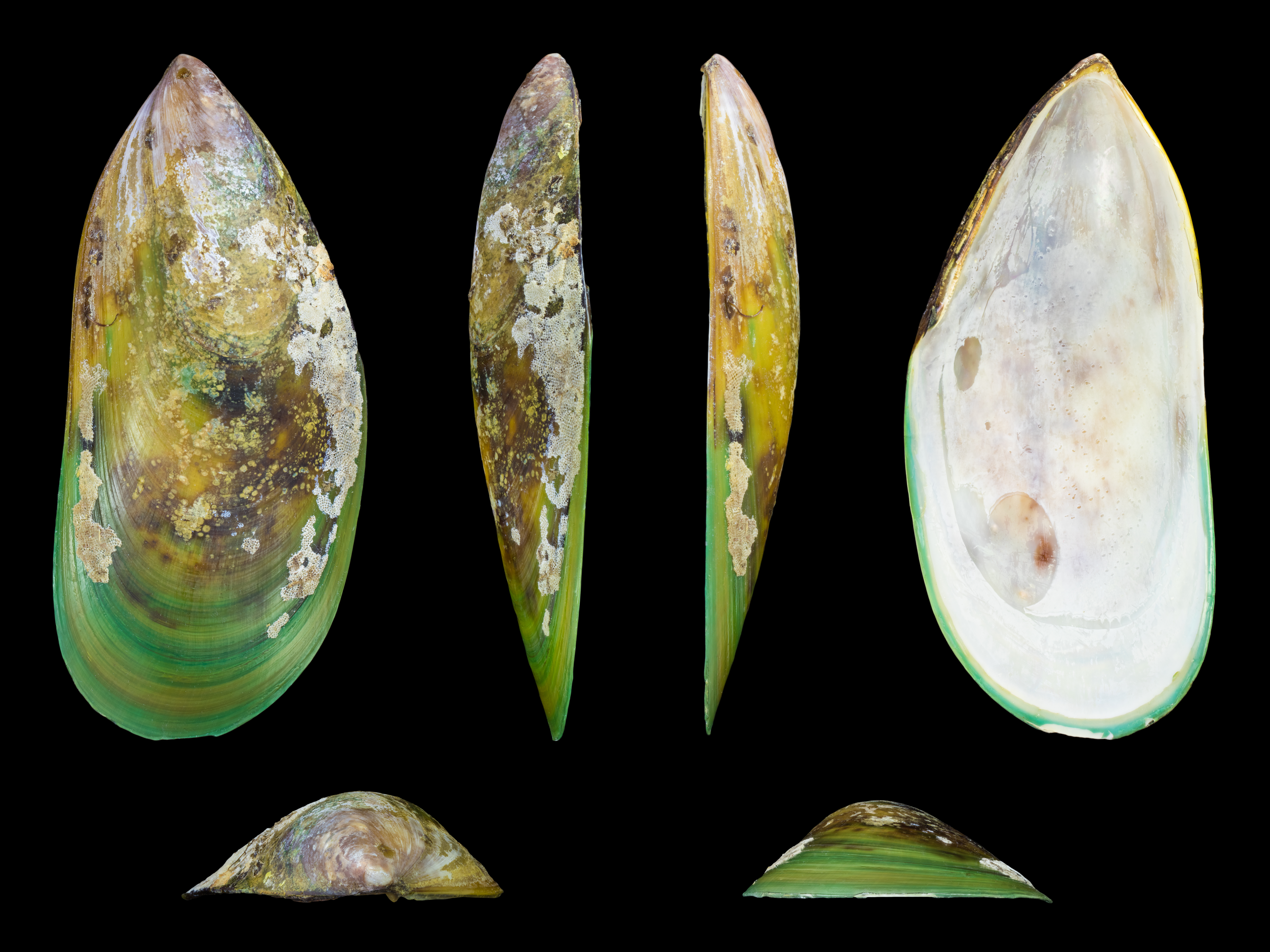
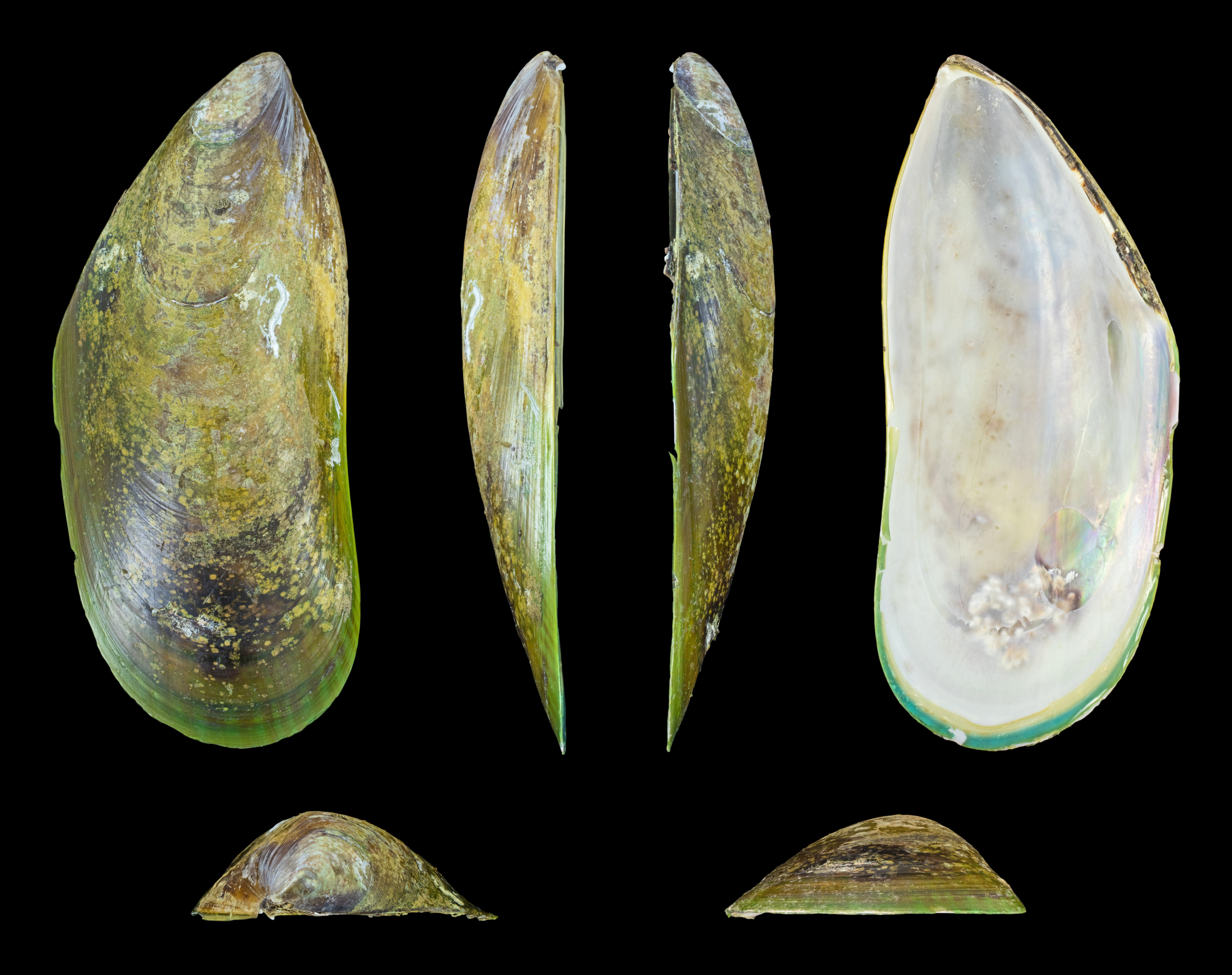